# Conclaaf van 1471
Het conclaaf van 1471 vond plaats van 6 tot 9 augustus 1471 in het Apostolisch Paleis te Rome, en volgde op de dood van paus Paulus II op 26 juli 1471. Het conclaaf leidde tot de verkiezing van Francesco della Rovere als paus Sixtus IV. Hij was de eerste vertegenwoordiger van het sterk verwereldlijkte renaissancepausdom.
Opmerkelijk is dat dit conclaaf, afgezien van die tijdens het Westers Schisma, het eerste sinds 1305 was waarin een tweederdemeerderheid van Italiaanse kardinalen aanwezig was, mede doordat zes niet-Italiaanse kardinalen afwezig waren.

## Voorgeschiedenis
Het College van Kardinalen was verdeeld in twee hoofdgroepen: de aanhangers van kardinaal Guillaume d'Estouteville en die van kardinaal Latino Orsini. De Orsini-fractie behaalde een belangrijke overwinning vóór het conclaaf door te bewerkstelligen dat de in pectore benoemde kardinalen van paus Paulus II werden uitgesloten van deelname, ondanks het testament van de overleden paus. Deze geheime benoemingen betroffen onder anderen Pedro Ferriz, Pietro Foscari, Giovanni Battista Savelli, Ferry de Clugny en Jan Vitéz.
Bij aanvang van het conclaaf werd een capitulatie opgesteld, die ongebruikelijk genoeg geen expliciete beperkingen aan het pauselijk gezag bevatte, behalve de verplichting om de kruistocht tegen de Turken voort te zetten.

## Verloop
Aan het conclaaf namen 18 van de 25 kiesgerechtigde kardinalen deel. Kardinaal Basilios Bessarion, decaan van het College, werd aanvankelijk als favoriet beschouwd en ontving op de tweede dag zes stemmen van onder anderen d'Estouteville, Calandrini, Capranica, Ammanati-Piccolomini, Carafa en Barbo. Echter, zijn niet-Italiaanse afkomst en vermeende onaanvaardbaarheid voor de Franse prinsen speelden hem parten, waardoor zijn kandidatuur strandde.
De stemmingsrondes die volgden zagen fluctuaties in steun voor kandidaten als Calandrini, Forteguerri en Roverella. Uiteindelijk werd Francesco della Rovere als meest geschikte kandidaat beschouwd, mede door de steun van invloedrijke kardinalen zoals Gonzaga en Rodrigo Borgia (de latere paus Alexander VI). Op 9 augustus, tijdens de accessus (de mogelijkheid voor kardinalen om hun stem te wijzigen na een stemronde), veranderden Gonzaga, Borgia, d'Estouteville en Barbo hun stem ten gunste van della Rovere, waardoor hij met 13 stemmen werd verkozen tot paus Sixtus IV.